# Manuel Lucas

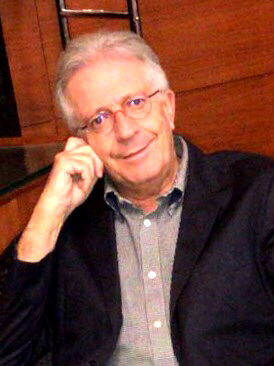
Manuel Lucas

Manuel Lucas Matheu (Orcera, Jaén, 16 de agosto de 1949) es un sexólogo español. Es presidente de la Sociedad Española de Intervención en Sexología, además de miembro vitalicio de la Academia Internacional de Sexología Médica. Es profesor y miembro de la comisión académica del máster oficial en Ciencias Sexológicas de la Universidad de Almería. Director del Gabinete Sexológico del Hospital Mediterráneo de Almería.

## Biografía

### Comienzos
En 1975 se licenció en Medicina en la Universidad de Granada, año en el que comenzó a trabajar como médico titular en Beas de Segura (Jaén). Durante su estancia, cursó en Madrid, en el Instituto de Ciencias Sexológicas, dirigido por Efigenio Amezúa, un Máster de Sexología. Hizo la especialidad en Medicina Familiar y Comunitaria

### Siguiente etapa
- En 1983, trasladó su plaza al Centro de Salud de La Carolina (Jaén), comenzando también su etapa como profesor en el Instituto de Ciencias Sexológicas de Madrid. Allí, en 1986 publicó su primer trabajo monográfico Procesos de sexuación: niveles biológicos, en la Revista de Sexología.
- Dirigió el Gabinete Sexológico Provincial de Jaén, del Servicio Andaluz de Salud de 1987 a 1991 y más tarde en 1991 publicó Invitación a una Sexología Evolutiva.
- En ese mismo año, durante 4 meses realizó un trabajo de campo de antropología sexual en las islas Ponphei y Chuuck de la Micronesia, en el Pacífico, enmarcado en un estudio transcultural, que fue motivo de su tesis doctoral, en el que estudió 66 culturas diferentes, relacionando el grado de agresividad, la moral sexual y el papel de lo femenino en cada cultura, cuyas conclusiones demuestran que las culturas más agresivas, son a su vez las que más reprimen la sexualidad, y en las que el papel de lo femenino está más devaluado. Y al contrario.
- En 1993, fue nombrado Director del Distrito Sanitario de Linares, aunque continuó con sus actividades docentes en IN.CI.SEX.
- En 1994 fue nombrado Delegado Provincial de la Consejería de Salud en Córdoba. Cargo que desempeñó, hasta su traslado a Almería desempeñando el mismo cargo en esta provincia, hasta el año 2012.
- Desde 2012 al 2014, fue director de la Estrategia de Salud Sexual de la Junta de Andalucía
- En el año 2000, fue elegido presidente de la Asociación Estatal de Profesionales de la Sexología (A.E.P.S.), cargo que desempeñó hasta el año 2003, en el que fundó la Sociedad Española de Intervención en Sexología S.E.I.S. y en 2011, ocupó un sillón vitalicio en la Academia Internacional de Sexología Médica, y nombrado Secretario General.
- Desde su fundación, la S.E.I.S. ha trabajado para la institucionalización académica y profesional de la Sexología. Como consecuencia en el año 2007, se aprobó el primer Máster Oficial en Sexología en la Comunidad Europea, en la Universidad de Almería.
- Ha colaborado como articulista con el País Semanal, con la publicación de 9 artículos con diversos temas de divulgación sexológica
- En 2007 la editorial ELSEVIER publica junto a Francisco Cabello Santamaría el libro “Introducción a la Sexología Clínica"
- En 2009 publica en la Editorial Psimática, el libro “Sed de Piel. ¿Feminizar el futuro?”, que contiene un estudio sobre la salud sexual en 66 culturas, incluyendo dos estudios de campo, realizados por el autor.
- En 2013 publica “Sexualidad Madura”, con la Editorial Síntesis.
- Profesor en el Máster en Ciencias de la Sexología de la Universidad de Almería, del que es coordinador de las relaciones externas e internacionales,
- Profesor de los Másteres en Sexología de la Universidad de Sevilla y de la Universidad Camilo José Cela en Madrid.
- Profesor de la Maestría de Educación Sexual en la Universidad de Cuenca (Ecuador).
- Profesor de la Maestría en Género, Desarrollo, Salud Sexual y Reproductiva en la Universidad de Cuenca (Ecuador).
- Profesor y Director Académico del Máster de Sexología en la Universidad Autónoma de Chile
- Profesor y Coordinador Internacional de la Maestría en Sexología de la Facultad de Medicina, en la Universidad Estatal de Cuenca (Ecuador)
- Director del Gabinete Sexológico del Hospital Mediterráneo de Almería.

## Premios y reconocimientos
- Premio de la Fundación Carlos III, de La Carolina, al Estudio a la Investigación. 1994.
- Distinción de Honor del Ilustre Colegio Oficial de Psicólogos de Andalucía Oriental, por la promoción de la unidad de trabajo conjunto entre profesionales de la Medicina y de la Psicología. 2005
- Premio de IAVANTE (Fundación Pública Andaluza para el Avance Tecnológico y Entrenamiento Profesional) 2010, a la Innovación Docente.

## Obras
1. En 1986 publicó el libro: “Los procesos de sexuación”,[1] obra propuesta para una visión dinámica y procesual de la morfoanatomía y fisiología sexual, en el proceso de sexuación humano.
2. En 1987 publicó “Dificultades de la Comunicación en los Mores Sexuales Dominantes”,[2] análisis de las diferentes etapas de la moral sexual occidental y sus consecuencias en las relaciones sexuales.
3. En 1987 coordinó la publicación junto a otros autores “Técnicas y recursos grupales en Educación sexual”[3]
4. En 1991 publicó: “Fisiopatología de la Respuesta Sexual”.[4]
5. En 1991 publicó el libro “Invitación a una Sexología Evolutiva”,[5] que es una introducción a la sociobiología y la antropología del hecho sexual humano.
6. En 1994 publicó el libro “Trabajar con grupos”[6] Libro sobre la dinámicas grupales, escrito desde la experiencia personal del autor.
7. En 2001 publicó “La Dinámica Corporal en la Práctica Sexológica”.,[7] resumen de una investigación sobre técnicas corporales, realizada por un grupo de investigación en comunicación sexual (G.I.C.S.), dirigido por el autor desde 1986 a 1990
8. En 2001 publicó "Últimos avances en la fisiología de la respuesta sexual humana"[8] en Semergen: revista española de medicina de familia
9. En 2003 publicó junto a Francisco Cabello “Manual Médico de Terapia Sexual”.[9]
10. Desde 2004, miembro del Comité editorial de la revista Sexología Integral, de Spanish Publishers Associates SL., en la que ha publicado el artículo: “Determinantes sociobiológicos de la moral sexual cultural”[10]
11. En 2005 publicó El Capítulo 2 , “El Proceso de Sexuación” de “Sexualidad Humana: Una aproximación integral”[11] de C. Castelo-Branco. Editorial Médica Panamericana.
12. Desde marzo de 2006 ha colaborado como articulista con el País Semanal, con la publicación de 9 artículos con diversos temas de divulgación sexológica (Educación Sexual,[12] Orgasmo,[13] Inhibición del deseo sexual,[14] Disfunción Eréctil,[15] Imagen corporal,[16] y el último sobre la Sexología como Ciencia y como Profesión[17]).
13. Y desde noviembre de 2006 hasta 2010, un artículo semanal en la revista de internet de QUO, comentando diferentes estudios sexológicos, y colabora en la gráfica, como articulista.
14. En 2006 publicó “Sexo: camino inacabado”[18] en “El País 76-06. Una Historia de 30 años”
15. En 2006 publicó junto a Pilar Barroso y Tesifón Parrón Carreño, en Atención Sanitaria, "Estudios sobre la mediación intercultural"[19]
16. En 2007 en la editorial ELSEVIER, publica junto a Francisco Cabello el libro “Introducción a la Sexología Clínica”,[20] libro que es libro de texto en Universidades Españolas e Iberoamericanas.
17. En 2008 la Universidad de Almería publica “Un estudio transcultural de los determinantes sociobiológicos de la salud sexual”[21] Es la tesis doctoral que durante 18 años de investigación de campo y bibliográfica, elaboró el autor
18. En 2009 coordina la publicación “Plan Andaluz de Promoción de la Salud Sexual para Personas Mayores”. Consejería de Salud de la Junta de Andalucía.
19. En 2009 publica en la Editorial Psimática, el libro “Sed de Piel. ¿Feminizar el futuro?”,[22] que es la obra más conocida de Manuel Lucas. Es un estudio profundo de antropología sexual.
20. En 2010 coordina la publicación “Talleres para la promoción de la salud sexual para personas mayores”. Ediciones IAVANTE
21. En 2011 “Neuroendocrinología de la sexualidad” en “Formación en Salud Sexual para Médicos de Atención Primaria” SEMERGEN” Editorial Science Tools
22. En 2012 Capítulo “Atención al área sexual” en la segunda edición del “Tratado de Medicina de Familia y Comunitaria”.[23] SEMFYC
23. En 2013 publica “Sexualidad Madura”,[24] con la Editorial Síntesis. Es un libro para profesionales que trabajan con personas mayores.
24. En 2016 con otros autores publica “3D immersive environments in higher education b-learning implementations. Preliminary results[25]”. Fernando J. Aguilar, Manuel Lucas, Manuel A. Aguilar, Juan Reca, Antonio Luque, Antonio Cardona, María S. Cruz, José J. Carrión. En X. Fischer, A. Daidie, B. Eynard y M. Paredes (Eds.). Research in Interactive Design (Vol. 4, pp. 624-628), Switzerland: Springer International, 2016.
25. En 2017 publica con otros autores "Evaluación de entornos inmersivos 3D como herramienta de aprendizaje B-Learning"[26] en Educación XXI
26. En 2018 publica "Manual de Sexología Comunitaria" en Editorial Psimática[27]
27. En 2019 publica con otros autores: "Co-Design of a 3D Virtual Campus for Synchronous Distance Teaching Based on Student Satisfaction: Experience at the University of Almería (Spain)" en Education Sciences[28]
28. En 2019 publica Capítulo "Counselling comunitario en Educación Sexual" en "Manual de Sexología Clínica" de Castelo Branco G y Molero F. en Editorial Panamericana[29]
29. En 2019 publica con otros autores: "Self esteem levels vs global scores on the Rosenberg self-esteem scale" en Heliyon[30]
30. En 2020 publica con otros autores:  "Sexual experiences after non-nerve sparing radical prostatectomy"[31]
31. En 2020 publica: "Dinámica de los grupos en Sexología". Edual[32]
32. En 2021 publica con Carmen Contreras Castellano: "Experiencias de mujeres que han sido diagnosticadas de vaginismo. Una aproximación sociológica cualitativa. RELIES: Revista Del Laboratorio Iberoamericano Para El Estudio Sociohistórico De Las Sexualidades[33]
33. En 2022 publica con otros autores: "Competence and Attitude of Family Physicians towards Sexuality Regarding Their Sexual Orientation, Age, or Having a Partner—Survey Study and Validation" Int. J. Environ. Res. Public Health[34]
34. En 2022 publica con otros autores "Validation of a Scale on Society’s Attitudes towards the Sexuality of Women with Intellectual Disabilities—Survey Study".Rojas-Chaves, M., Lucas-Matheu, M., Castro-Luna, G., Parrón-Carreño, T., & Nievas-Soriano, B. J. (2022).  International Journal of Environmental Research and Public Health, 19(20), 13228. MDPI AG. Retrieved from http://dx.doi.org/10.3390/ijerph192013228[35]
35. En 2024 publica con otros autores: "Evaluación de la satisfacción sexual en la población LGBTIQ Ecuador".Universitas-XX1, Revista de Ciencias Sociales y Humanas de la Universidad Politécnica Salesiana del Ecuador, No. 40, marzo-agosto 2024[36]
36. En 2025 publica: "El caleidoscopio de la sexualidad y el amor". Editorial Psimática[37]